# Hilda Gadea
Hilda Gadea Acosta (Lima, Perú, 21 de marzo de 1925 - La Habana, Cuba, 1974) fue una economista y política peruana. Fue la primera esposa del Che Guevara, siendo ella quien lo introdujo en los círculos políticos izquierdistas cuando aquel se encontraba en Guatemala en 1954.

## Biografía
Nació en Perú. Hija del los peruanos Teodoro Gadea Medina, comandante, y de María Acosta. Fue estudiante de Economía en la Universidad Nacional Mayor de San Marcos, en Lima (Perú), donde fue dirigente estudiantil adherida a los principios de la Reforma universitaria enarbolados por Víctor Raúl Haya de la Torre y representante en el Consejo de Estudiantes de San Marcos durante el rectorado de Luis Alberto Sánchez, líder indiscutible del partido aprista peruano desde 1931 y hasta la fecha de su muerte. 
Se graduó como economista en 1948 y poco después fue la primera mujer en el Comité Ejecutivo Nacional del APRA, desempeñándose como Secretaria de Economía.
Debido al golpe de Estado de 1948 que impuso la dictadura de Manuel Odría, Gadea debido a su filiación política e ideas debió al igual que centenares de militantes apristas exiliarse. En 1954 se encontraba trabajando para el gobierno progresista de Jacobo Arbenz en Guatemala cuando conoció al argentino Ernesto Che Guevara, por entonces un joven aventurero que se encontraba recorriendo América Latina.
Se volvieron amigos cercanos e Hilda lo introdujo en los círculos políticos progresistas e izquierdistas y también compartió con el, apasionadamente, sus ideas revolucionarias del aprismo germinal. En una de esas reuniones Guevara conocería a algunos exiliados cubanos del Movimiento 26 de Julio, seguidores del dirigente nacionalista Fidel Castro, entre ellos Antonio López, quien le pondría el sobrenombre de "Che".

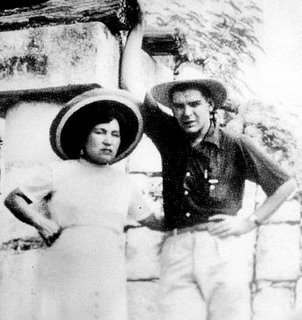
Hilda Gadea y el Che Guevara de luna de miel en Yucatán, 1955.

Con el golpe de Estado de 1954 impulsado por la CIA que derrocó al presidente Jacobo Árbenz, Hilda Gadea fue detenida y liberada algunas semanas después, debiendo emigrar a México.
Allí volvió a reunirse con el Che Guevara, volviéndose amantes primero y casándose el 18 de agosto de 1955 después de que Hilda quedase embarazada. El 15 de febrero de 1956 nació la hija de ambos, Hilda Beatriz Guevara Gadea. 
El 2 de diciembre de 1956, el Che Guevara partió junto a Fidel Castro y sus hombres con destino a Cuba, con el fin de iniciar las acciones guerrilleras que devinieran en la Revolución Cubana, y ya no volvieron a verse como esposos. En el transcurso de la revolución, Guevara habrá conocido y se habrá enamorado de Aleida March, y ni bien los revolucionarios tomaron el poder en 1959, concretó su divorcio de Hilda para casarse por segunda vez.
Una vez producida la Revolución cubana el Che Guevara invitó a Hilda a vivir en Cuba, con su hija. Ella aceptó la invitación, y vivió en la isla desempeñándose como alta funcionaria del gobierno cubano hasta su muerte a mediados de la década de 1970.
La hija de ambos, Hilda Beatriz, falleció (de cáncer) en 1995. Madre e hija descansan en el Panteón de las Fuerzas Armadas Revolucionarias en la Necrópolis de Cristóbal Colón.

## Libros
En 1972 publicó "Che Guevara: los años decisivos" (México: Aguilar Editor), el libro fue reeditado en Perú en 2005 bajo el título de "Mi vida con el Che".